# Progressz (űrhajó)
A Progressz (oroszul: Прогресс) teherűrhajót a Szojuz űrhajóból fejlesztették ki a Szovjetunióban az 1970-es években. Ezt is Szojuz hordozórakétával indítják Bajkonurból. Föld körül keringő űrállomásokra szállít utánpótlást. Először a Szaljut–6-ot szolgálta ki, majd következett a Szaljut–7, a Mir és a Nemzetközi Űrállomás (ISS). Ezekkel a Progressz repülésekkel ki lehetett bővíteni az emberes űrrepülések időtartamát.

## Felépítés
A Progressz hasonlít a Szojuz űrhajóhoz. Három része van:
- hermetikus modul – a személyzet utánpótlását szállítja,
- üzemanyagegység – üzemanyag és oxidálóanyag szállítás,
- meghajtóegység – az űrhajó hajtóműveit tartalmazza.

A Progressz nem visz magával űrhajósokat, ezért nem rendelkezik életfenntartó rendszerrel és visszatérő egységgel.

## Történet
Az űrhajót az 1970-es években fejlesztette ki az RKK Enyergija vállalat. Az első Progresszt 1978. január 20-án indították. Idővel tovább javították az első változatot, így született meg a Szojuz-TM űrhajó műszaki egységére épülő Progressz M, és az üzemanyag szállítására optimalizált Progressz M1. A Progressz M-en már volt lehetőség egy 350 kg tömegű Raduga visszatérő kapszula elhelyezésére 150 kg teherbírással. 2008-ban állt szolgálatba az új CVM–101 számítógéppel és a MBITS digitális telemetria rendszerrel felszerelt 400-as gyártási sorozatú változat. Az új sorozat első teherűrhajóját Progressz M–01M jelöléssel indították 2008. november 26-án.
Az utóbbi években a Progressz a Nemzetközi Űrállomásra szállít különböző terheket, évente három-hat indítással. A Columbia-katasztrófa után három évig csak Progressz-szel lehetett utánpótlást szállítani az ISS-re. 2011 augusztusában egy Nemzetközi Űrállomásra tartó teherűrhajó a hordozórakéta hibájából a rakományával együtt megsemmisült. Ez volt az első sikertelen indítás a Progressz űrhajók történetében.

## Változatok

### Progressz (Progressz 7K-TG)
Az eredeti tervek alapján 42 egységet építettek. A tervezést 1973 közepén kezdték GRAU kódja 11F615A15. A tervek 1974 februárjára készültek el. Az első egység 1977 novemberében készült el Progressz-1 néven. Az első start 1978-ban, az utolsó 1990-ben volt. Az indításhoz ugyanazt a módszert használták, mint a Szojuz űrhajóknál, annyi eltéréssel, hogy a mentőrendszert deaktiválták.
- Indítási tömeg: 7200 kg
- Szállított tömeg: 2300 kg (2500 kg a Progressz-24 után)
- Hossz: 7,94 m
- A teherszállító rész átmérője: 2,2 m
- Hasznos térfogat: 6,6 köbméter

### Progressz M
Az új Progressz M (GRAU 11F615A55, gyártói jel: 7K-TGM) első startja 1989 augusztusában történt. Az első 43 indítás célja a Mir űrállomás, a továbbiakban a Nemzetközi Űrállomás volt.
A Progressz M alapvetően megegyezett a Progressz verzióval. Az újdonságok elsősorban a Szojuz T és a Szojuz TM űrhajók fejlesztéseiből erednek. 30 nap önálló repülésre képes, 100 kg-mal nagyobb a hasznos terhelése, és képes 150 kg anyagot visszajuttatni a földre a Raduga kapszula segítségével.

#### A Raduga kapszula
Á kapszula átmérője 60 cm, hossza 150 cm, üres tömege 150 kg. Az Európai Űrügynökség hasonló eszköz használhatóságát tanulmányozta az Automated Transfer Vehicle részeként.
- Indítási tömeg: 7130 kg
- Szállított tömeg: 2600 kg
- Üres tömeg: 1500 kg
- A folyékony szállítmány tömege: 1540 kg
- Hossz: 7,23 m
- A szállító modul átmérője: 2,2 m
- Maximális átmérő: 2,72 m
- Szállítható száraz áru: 7,6 m³
- A napelemek fesztávolsága: 10,6 m

## Lásd még
- Automated Transfer Vehicle
- H–II Transfer Vehicle
- Dragon
- Cygnus